# Héctor Barreneche
Héctor Barreneche (Mercedes, Buenos Aires, 24 de diciembre de 1938) es un exbasquetbolista y exjuez argentino. Jugó para la selección de básquetbol de Argentina en el Campeonato Mundial de Baloncesto de 1959 y en el Campeonato Mundial de Baloncesto de 1967.

## Trayectoria
Barreneche se destacó jugando en el Club Mercedes de su ciudad natal, donde ocupaba la posición de pívot por su elevada altura. 
En 1960 se instaló en la ciudad de La Plata con la intención de formarse como abogado en la Universidad Nacional de La Plata. Allí se uniría al club Atenas, con el cual se consagraría campeón del torneo platense. Al año siguiente pasó a jugar en Gimnasia y Esgrima La Plata, club en el que permanecería hasta 1970. En ese periodo su equipo fue el más dominante del baloncesto platense, ganando nueve campeonatos locales.
Barreneche no sólo jugó en clubes de su país, sino también en selecciones. Fue dos veces campeón con la selección de Mercedes y dos veces campeón con la selección de La Plata en el Campeonato de Básquet de la Provincia de Buenos Aires, y, con la selección de Buenos Aires, conquistó tres ediciones del Campeonato Argentino de Básquet: 1957, 1966 y 1967.
Como miembro de la selección de básquetbol de Argentina jugó en diversos torneos, como el Campeonato Sudamericano de Baloncesto de 1960, y los Campeonatos Mundiales de Baloncesto de Chile 1959 y de Uruguay 1967.
Tras dejar el básquetbol, regresó a Mercedes para dedicarse a la abogacía, siendo posteriormente nombrado juez en 1984.